# Konformitätsbewertungsstelle (Pyrotechnik)
Eine Konformitätsbewertungsstelle (englisch conformity assessment body, französisch organisme d’évaluation de la conformité) prüft und überwacht den Umgang mit Sprengstoffen in den Mitgliedstaaten der Europäischen Union.

## Anforderungen
Die Anforderungen werden in den Richtlinien 2013/29/EU und 2014/28/EU aufgezählt und gelten für Explosivstoffe und explosionsgefährliche Stoffe. Dazu zählen zwingend:
- die Ausstattung mit Rechtspersönlichkeit
- Unabhängigkeit
- Ausschluss der Tätigkeit für einen Anbieter derartiger Stoffe
- Vertraulichkeit, Objektivität und Unparteilichkeit
- Professionalität der Bewertungstätigkeit
- ausreichende Fachkunde und finanzielle Ausstattung
- umfassende Dokumentation der Verfahren
- Vorhandensein einer Haftpflichtversicherung
- Unabhängigkeit der Vergütung von Anzahl oder Ergebnis der Prüfungen
- Schweigepflicht über erlangte Information
- Mitwirkung im Rahmen einer Koordinierungsgruppe[1][2]

## Umsetzung
In Deutschland sind die Richtlinien in § 5e des Sprengstoffgesetzes umgesetzt.